# Ralph Wilson
Ralph Charles Wilson (ur. 24 czerwca 1880 w Bangor, zm. 14 lutego 1930 w Newark) – amerykański gimnastyk, medalista olimpijski.
W 1904 r. reprezentował barwy Stanów Zjednoczonych na rozegranych w Saint Louis letnich igrzyskach olimpijskich, podczas których zdobył brązowy medal w konkurencji ćwiczeń z maczugami.